# Меле Војводић
Меле Војводић Млађи (енгл. Mele Vojvodich Junior; Стубенвил, 28. март 1929 – Шерц, 3. новембар 2003) је био амерички официр српског порекла, генерал-мајор Америчког ратног ваздухопловства и сарадник Централне обавештајне агенције.

## Биографија

### Порекло и образовање
Меле Војводић је рођен 28. марта 1929. године у Стубенвилу, савезна држава Охајо. Његов отац Меле Војводић Старији је био српски емигрант.
Завршио је гимназију у Винтерсвилу и јуна 1947. године се придружио Америчком ратном ваздухопловству. Обучаван је за радио оператера у бази Скот у Илиноису. Августа 1950. године, окончао је летачку обуку у бази Нелис у Невади.

### Корејски рат
У Корејском рату је обављао извиђачке мисије у Јужној Кореји, тачно 125 борбених задатака. Летео је 300 километара унутар територије Кине, како би проверио да ли се на њој налазе бомбардери совјетске производње.
Потом се вратио у Џорџију, а касније је завршио Ескадрилску официрску школу у Алабами, јула 1956. године. Потом је распоређен у Главну команду Америчког ратног ваздухопловства на Пацифику.

### Рад у ЦИА
Кратко је био ангажован на пробном пројекту „Осксарт“ под руководством Централне обавештајне агенције. Летео је у склопу извиђачких акција изнад Северног Вијетнама и Северне Кореје. Касније је враћен у састав Америчког ратног ваздухопловства.

### Поново у ваздухопловству
На Националном колеџу за стратегију је дипломирао 1971. године. Једно време је службовао на Тајланду.
Унапређен је у чин генерал-мајора 1. маја 1980. године. Од септембра 1982. до пензионисања у марту 1983. године, налазио се на месту помоћника заменика начелника штаба за људство и персонал у Генералштабу Америчког ратног ваздухопловства у Вашингтону.

### Смрт
Умро је од леукемије 3. новембра 2003. године у свом дому у Шерцу, савезна држава Тексас.

## Одликовања
- Истакнути службени крст
- Ваздухопловна медаља службе са храстовим лишћем
- Легија за заслуге
- Истакнути летећи крст са три храстова листа
- Медаља за заслуге
- Ваздухопловна медаља
- Ваздухопловна похвална медаља
- Медаља за службу у националној одбрани
- Медаља за службу у Кореји
- Медаља за службу у Вијетнаму
- Вијетнамски галантни крст са палмом
- Корејска медаља Уједињених нација